# ナストロ・ダルジェント賞
ナストロ・ダルジェント賞（伊語Nastro d'Argento、「銀のリボン」の意）は、1947年に創設された、イタリア映画記者組合が毎年選出するイタリア映画のための映画賞である。賞は1946年作品から与えられている。

## 各賞

### 現在の部門
- ナストロ・ダルジェント作品賞
- ナストロ・ダルジェント監督賞
- ナストロ・ダルジェント コメディ作品賞（Nastro d'argento al migliore commedia）
- ナストロ・ダルジェント新人監督賞
- ナストロ・ダルジェント プロデューサー賞
- ナストロ・ダルジェント原案賞（Nastro d'argento al migliore soggetto）
- ナストロ・ダルジェント脚本賞（Nastro d'argento al migliore sceneggiatura）
- ナストロ・ダルジェント主演男優賞
- ナストロ・ダルジェント主演女優賞
- ナストロ・ダルジェント助演男優賞
- ナストロ・ダルジェント助演女優賞
- ナストロ・ダルジェント コメディ男優賞（Nastro d'argento al migliore attore di commedia）
- ナストロ・ダルジェント コメディ女優賞（Nastro d'argento alla migliore attirice di commedia）
- ナストロ・ダルジェント撮影賞（Nastro d'argento alla migliore fotografia）
- ナストロ・ダルジェント美術賞（Nastro d'argento alla migliore scenografia）
- ナストロ・ダルジェント衣装賞（Nastro d'argento ai migliori costumi）
- ナストロ・ダルジェント作曲賞
- ナストロ・ダルジェント オリジナル歌曲賞（Nastro d'argento alla migliore canzone originale）
- ナストロ・ダルジェント編集賞（Nastro d'argento al migliore montaggio）
- ナストロ・ダルジェント録音賞（Nastro d'argento al migliore sonoro in presa diretta）
- ナストロ・ダルジェント キャスティング・ディレクター賞（Nastro d'argento al miglior casting director）
- ナストロ・ダルジェント ドキュメンタリー賞（Nastro d'argento al miglior documentario）
- ナストロ・ダルジェント映画ドキュメンタリー賞（Nastro d'argento al miglior documentario sul cinema）
- ナストロ・ダルジェント短編映画賞（Nastro d'argento al miglior cortometraggio）
- ナストロ・ダルジェント生涯功労賞（Nastro d'argento alla carriera）
- ナストロ・ダルジェント特別賞（Nastro d'argento speciale）
- グリエルモ・ビラーギ賞（Premio Guglielmo Biraghi ai migliori talenti del giovane cinema italiano）※イタリアの新人・若手俳優に授与
- ナストロ・ダルジェント ヨーロッパ賞（Nastro d'argento europeo）
- ナストロ・ダルジェント吹替賞（Nastro d'argento al miglior doppiaggio）

### 廃止された部門
- ナストロ・ダルジェント最優秀作品監督賞
- ナストロ・ダルジェント最優秀外国人監督賞
- ナストロ・ダルジェント最優秀ヨーロッパ映画賞（2007年-2012年）
- ナストロ・ダルジェント最優秀ヨーロッパ外映画賞（2007年-2012年）
- ナストロ・ダルジェント最優秀3D映画賞（2010年のみ）